# Cantone di Montgiscard
Il Cantone di Montgiscard era una divisione amministrativa dell'Arrondissement di Tolosa.
A seguito della riforma approvata con decreto del 13 febbraio 2014, che ha avuto attuazione dopo le elezioni dipartimentali del 2015, è stato soppresso.

## Composizione
Comprendeva 20 comuni:
- Ayguesvives
- Baziège
- Belberaud
- Belbèze-de-Lauragais
- Corronsac
- Deyme
- Donneville
- Escalquens
- Espanès
- Fourquevaux
- Issus
- Labastide-Beauvoir
- Montbrun-Lauragais
- Montgiscard
- Montlaur
- Noueilles
- Odars
- Pompertuzat
- Pouze
- Varennes